# Іларіонівська селищна територіальна громада
Іларіонівська селищна територіальна громада — територіальна громада в Україні, в Синельниківському районі Дніпропетровської області. Адміністративний центр — селище Яворницьке. Не зважаючи на перейменування адміністративного центру, територіальна громада не була перейменована, оскільки наразі відсутні правові підстави і механізми для перейменування територіальних громад.
Площа громади — 151,97 км², населення — 12 383 мешканці (2018).
Утворена 9 червня 2017 року шляхом об'єднання Іларіонівської селищної ради та Мар'ївської сільської ради Синельниківського району.
19 липня 2020 року, в результаті адміністративно-територіальної реформи та ліквідації   Синельниківського (1923—2020) району, громада увійшла до складу новоутвореного Синельниківського району.

## Населені пункти
До складу громади входять 6 селищ (Добричі, Сад, Степове, Привільне, Шахтарське, Яворницьке) та 11 сіл: Дерезувате, Дороге, Знаменівське, Іванівка, Лозуватка, Лугове, Мар'ївка, Мар'їнка, Ракове, Старолозуватка та Широкосмоленка.